# 中国人民抗日战争纪念雕塑园
39°50′51″N 116°13′38″E / 39.847612°N 116.2273006°E

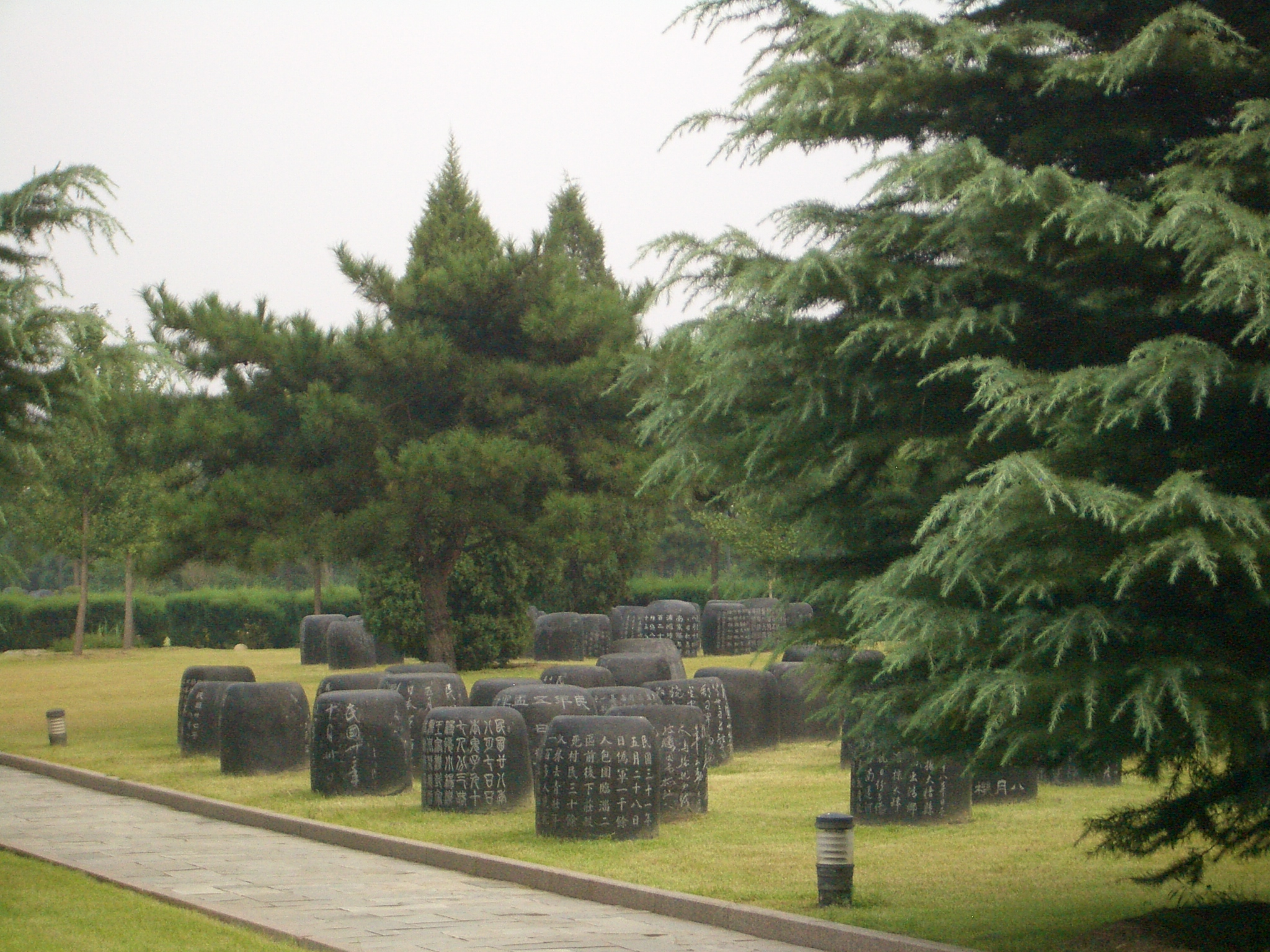
中国人民抗日战争纪念雕塑园内蔡学仕制作的抗战纪念石鼓

中国人民抗日战争纪念雕塑园，位于北京市丰台区宛平城南，京石高速公路以北，是以抗日战争为主题的纪念性雕塑公园。

## 简介
中国人民抗日战争纪念雕塑园于1995年7月7日奠基，由北京市人民政府投资建设，2000年7月竣工，于抗日战争胜利55周年之际的2000年8月16日正式开放。
雕塑园地处宛平城与京石高速公路之间的三角地带，西为永定河，南为京石高速公路，北靠宛平城南城墙外的城南街。占地面积20公顷。其主体由中心广场的“中国人民抗日战争纪念碑”及周围的38尊铜制雕像组成。周围配有八万多平方米的绿林。
雕塑园分为中国人民抗日战争纪念碑、雕塑群区、中心广场、宛平城墙、绿林等景区。
- 中国人民抗日战争纪念碑：位于中心广场中央，中国共产党中央委员会总书记江泽民题写碑名。碑高15米，宽8米，厚6.6米，由花岗岩和被压碎的侵略者战争机器残骸铸铜雕塑组成。
- 雕塑群区：面积2.25万平方米，按照中国人民抗日战争过程，分成“日寇侵凌”、“奋起救亡”、“抗日烽火”、“正义必胜”四部分，摆放38尊青铜铸造的柱形雕塑，每尊高4.3米、直径2米，平均重6吨。群雕以国歌《义勇军进行曲》为主题，采用传统碑林形式布阵，表现中国人民的民族精神和英雄气概。
- 中心广场：下沉式广场。面积2500平方米，花岗岩铺成图案，选用石材来自中国人民抗日战争的主要战场。
- 宛平城墙：南城墙上保留有日军枪炮轰击痕迹。
- 绿林：面积85600平方米，种植有数十种乔灌木和草坪。[1]